# Mychajlo Hnydkovskyj
Mychajlo Hnydkovskyj, cyrilicí Михайло Гнидковський, též polsky Michał Gnidkowski (1789 – ???), byl rakouský řeckokatolický duchovní a politik rusínské (ukrajinské) národnosti z Haliče, během revolučního roku 1848 poslanec Říšského sněmu.

## Biografie
Narodil se roku 1789. Na kněze byl vysvěcen roku 1818. Roku 1849 se uvádí jako Michael Gnidkowski, farář v obci Mostyska. Působil zde i dle údajů z roku 1858.
Během revolučního roku 1848 se zapojil do veřejného dění. Ve volbách roku 1848 byl zvolen i na ústavodárný Říšský sněm. Zastupoval volební obvod Vojnyliv. Tehdy se uváděl coby farář. Náležel ke sněmovní pravici.